# Glyphostoma rugosum
Glyphostoma rugosum é uma espécie de gastrópode do gênero Glyphostoma, pertencente a família Conidae.